# Oflag X A/Z Itzehoe

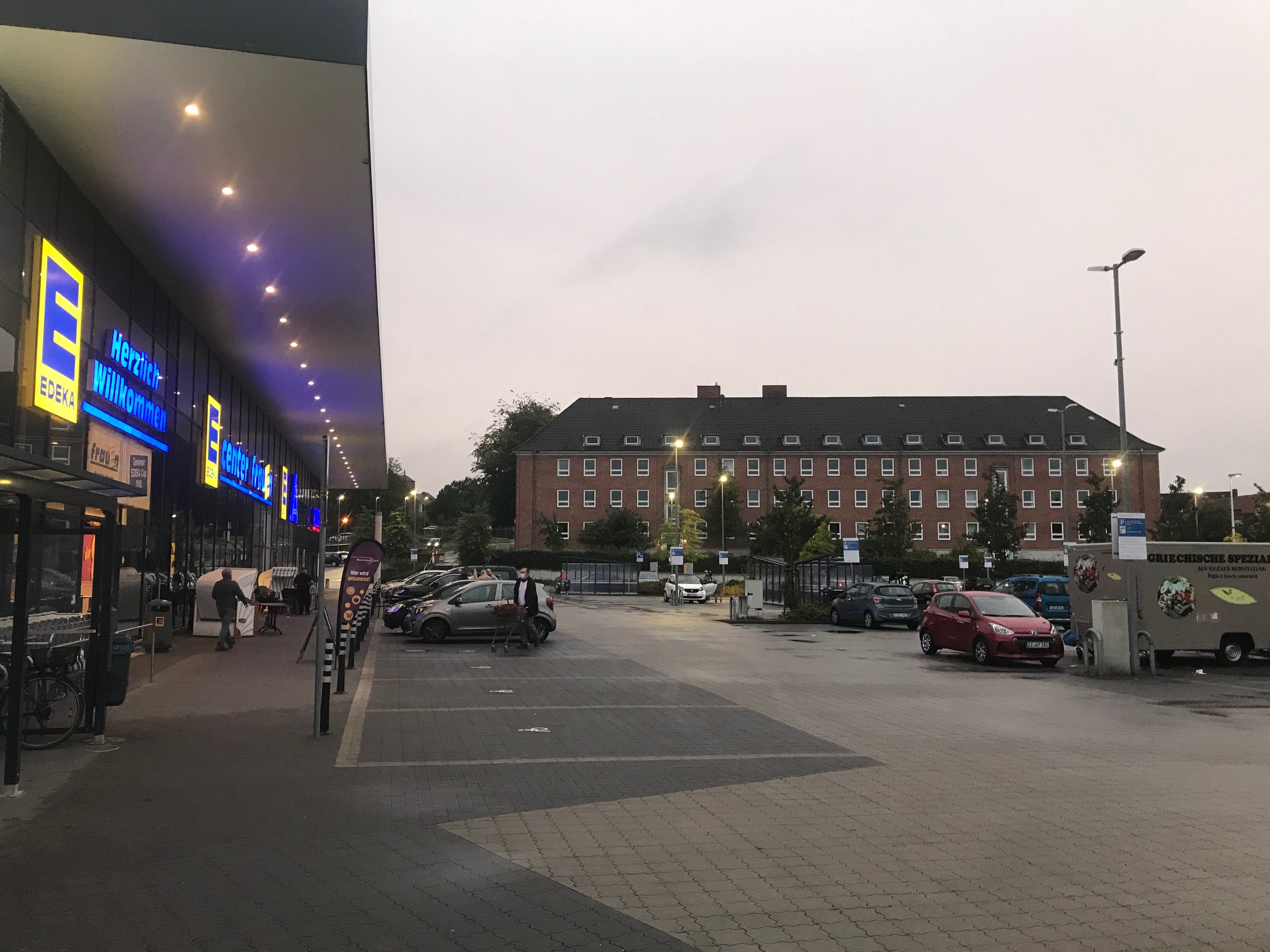
Parking przy ul. Langer Peter, gdzie znajdował się oflag (2021)

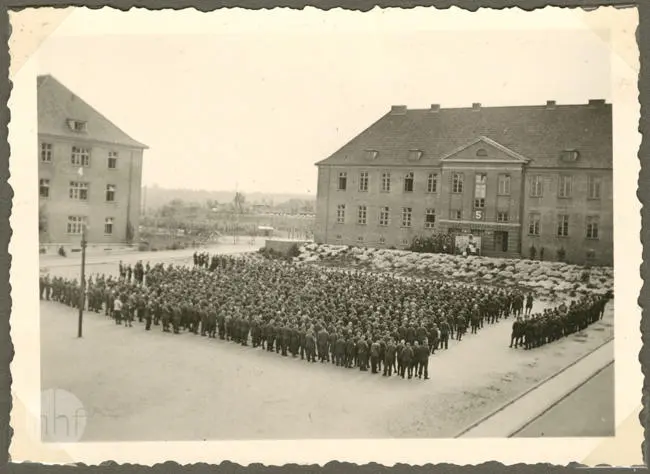
Msza polowa w oflagu Itzehoe (ok. 1940)

Oflag X A/Z Itzehoe – niemiecki obóz jeniecki w Itzehoe podczas II wojny światowej na terenie III Rzeszy.

## Historia
Pierwszy obóz jeniecki utworzony w niemieckim okręgu wojskowym X i jeden z pierwszych oflagów utworzonych na terenie III Rzeszy. Trafili tutaj polscy oficerowie, którzy dostali się do niewoli podczas kampanii wrześniowej. Pierwszy transport dotarł do oflagu 8 września 1939 roku. 
Obóz znajdował się w dawnych koszarach wojskowych przy ulicy Langer Peter w Itzehoe. Do połowy stycznia 1940 roku przetrzymywano w nim ok. 1050 polskich żołnierzy i oficerów, których później przetransportowano do Stalagu w Sandbostel. Trafiło tutaj dwóch pilotów z brytyjsko-kanadyjska załogi pierwszego zestrzelonego bombowca aliantów, który wykonywał misję rozrzucania ulotek nad miastem Kassel. 
Dzisiaj na terenie dawnego oflagu w Itzehoe znajduje się sklep oraz Wirtschaftsakademie Schleswig-Holstein.